# Островский, Ави
Ави Островский (род. 1939) — израильский дирижёр.
Окончил Академию имени Рубина в Тель-Авиве (1961) под руководством Гари Бертини и Мордехая Сетера, затем занимался в Австрии под руководством Ханса Сваровски и в Италии у Франко Феррары. В 1968 году был удостоен первой премии на Международном конкурсе молодых дирижёров имени Николая Малько в Копенгагене. Руководил различными музыкальными коллективами Израиля; кроме того, в 1978—1984 возглавлял Антверпенский филармонический оркестр, а в 1989—1993 — Оркестр Норвежского радио.